# Northern Arm
Northern Arm is een gemeente (town) in de Canadese provincie Newfoundland en Labrador. De gemeente ligt aan de Bay of Exploits aan de noordkust van het eiland Newfoundland. De plaats ligt net ten noorden van Botwood.

## Geschiedenis
In 1972 werd het dorp een gemeente met het statuut van local improvement district (LID). In 1980 werden LID's op basis van The Municipalities Act als bestuursvorm afgeschaft, waarop de gemeente automatisch een town werd.
In 2017–18 waren er plannen om Northern Arm te fusioneren met de grotere buurgemeente Botwood. In een niet-bindend referendum op 23 januari 2018 stemde echter ruim twee derde van de opgekomen kiezers tegen een fusie. Het gemeentebestuur besloot dan ook om niet verder te gaan met de fusieplannen.

## Demografie
De gemeente Northern Arm kende de voorbije decennia zowel demografische stijgingen als dalingen. De bevolkingsomvang schommelde in de periode 1991–2021 steeds rond 400 inwoners.
| Demografische ontwikkeling van Northern Arm tussen 1991 en 2021            |
| -------------------------------------------------------------------------- |
|                                                                            |
| Bron: Statistics Canada (1951–1986, 1991–1996, 2001–2006, 2011–2016, 2021) |